# Вульгарный авторский кинематограф
Вульгарный авторский кинематограф (англ. Vulgar Auteurism) — определение, которое ввели кинокритики из США в начале XXI века, чтобы описать ряд жанровых фильмов, в которых отчётливо виден авторский почерк режиссёра, но которые сняты для массового зрителя, то есть являются «вульгарными». При этом режиссёры подобных фильмов не имеют признания критиков и искушенных зрителей.
Среди режиссёров, чьи фильмы чаще всего упоминаются в связи с «вульгарным авторским кинематографом», Пол У. С. Андерсон, Джон М. Чу, Джон Хайамс, Тони Скотт, Нимрод Антал, Джо Карнахан, Майкл Бэй и другие. Одновременно отдельные критики относят к «вульгаристам» и уважаемых специалистами режиссёров, таких, как Майкл Манн, Джон Мактирнан, Джон Карпентер, Кэтрин Бигелоу, Абель Феррара , Уолтер Хилл и других.

## Происхождение термина
Впервые данное понятие использовал Эндрю Трэйси в 2009 г. в своей статье «Вульгарное авторское кино: случай Майкла Манна». Однако широкая дискуссия в рядах кинокритиков относительно этого феномена развернулась лишь в 2013 году. Причём, обсуждение было инициировано не уважаемыми именитыми критиками, а, в основном, молодыми киноманами и начинающими кинокритиками. Главной платформой для дискуссии стал блогерский сайт MUBI, к которому позже присоединился и Tumblr . Через некоторое время обсуждение перешло в новую плоскость, а именно: в ведущие американские периодические журналы (The New Yorker, The Village Voice), в которых опубликовали свои статьи на эту тему и профессиональные критики.
Сама концепция своими корнями уходит к другой теории — теории «авторского кино», центральными постулатами которой является то, что режиссёр является ключевой фигурой кинопроцесса и что мастерам своего дела присущ особый киноязык, благодаря которому невозможно спутать их фильмы с чужими . Данная теория зародилась в 1950-х годах во Франции, где молодые французские критики — Франсуа Трюффо, Жан-Люк Годар и другие (многие из которых впоследствии сами стали именитыми режиссёрами) изобрели термин «de la politique des auteurs». Вдохновившись работами Альфреда Хичкока, Николаса Рэя, Отто Премингера и Говарда Хоукса, французы объявили этих «американских студийных режиссёров, работавших в сфере развлекательного кинематографа, настоящими „авторами“ с собственным индивидуальным почерком и системой эстетических ценностей». В 1960-х годах этот термин достиг берегов Америки, где его главным адаптатором и поборником стал Эндрю Саррис . Именно в его работах появился непосредственный термин «теория автора» (auteur theory). Приверженцы данной теории разработали свой Пантеон режиссёров-авторов, в который однако было очень сложно попасть и далеко не все режиссёры, которые имеют сегодня статус «культовых», тогда считались «авторами».
Ряд критиков, включая Ричарда Броди из The New Yorker и Скотта Фаундаса из Variety, провели параллели между ранними французскими и американскими сторонниками теории «авторского кино» и концепции «вульгарного авторского кинематографа». При этом, многие эксперты отмечают, что главное отличие «вульгарного авторского» кино от классического «авторского» заключается в том, что приверженцы первого чересчур увлечены визуальной стороной кинематографа и недостаточно внимания уделяют тематике самих работ. Вопрос о том, является ли концепция «вульгарного авторского кино» отдельным течением или лишь ответвлением теории «авторского кино» всё ещё вызывает споры среди критиков.

## Концепция
Главной целью, которую ставят перед собой молодые критики, продвигающие концепцию, является поиск высокого искусства там, где его не принято искать у обычных кинокритиков. Они считают, что, несмотря на то, что «авторы» «вульгарных» фильмов делают ставку на коммерческий успех и не сильно озабочиваются наличием глубокого смысла в своих картинах, они тоже имеют право и даже должны рассматриваться критиками как «авторы», которые производят работы с отчетливо выделяющимся почерком.
Согласно концепции, представители «вульгарного авторского кино» должны соответствовать нескольким критериям:
- в их фильмах должен угадываться яркий индивидуальный почерк;
- они должны работать преимущественно в жанре экшн (хотя другие жанры тоже допустимы, но скорее в качестве исключения; яркий пример — комедии братьев Фаррелли[3]);
- «вульгарный автор» должен быть сравнительно молодым, он может и должен работать с большими бюджетами, со звездами, иметь высокие кассовые сборы;
- наконец, режиссёр не должен иметь признания критиков или искушенных в высоком искусстве зрителей[1].

Понятие относится прежде всего к американскому кинематографу и лишь тем иностранным режиссёрам, которые после успехов на родине стали работать в США.
Игнатий Вишневецкий, известный кинокритик и сторонник рассматриваемой концепции, в одной из своих статей пишет, что «вульгарный авторский кинематограф» ставит перед собой две цели: во-первых, обратить особое внимание на известных, но недооцененных режиссёров (таких как Джон Мактирнан, Абель Феррара, Уолтер Хилл и т. д.); а, во-вторых, изучить и проанализировать работы режиссёров, чьи картины обычно не принято рассматривать как серьезные произведения (Тони Скотт, Джо Карнахан, Джон М. Чу, Джон Хайамс и др.).
Приверженцы концепции считают, что последние из вышеуказанных режиссёров обычно игнорируются критиками из-за «якобы откровенно низкого интеллектуального уровня их картин». Некоторые из них также уверены, что подобная антипатия заключается и в личной неприязни критиков к насилию, которое «вульгарные режиссёры» часто пропагандируют.
Среди сторонников концепции «вульгаризма» есть как умеренные элементы, так и радикальные. Первые отличаются резкими высказываниями по отношению к «старым авторам», и предлагают свои оценки авторов «новых». Однако, как пишет в своей статье противник «авторских теорий» Ричард Броди, умеренные «вульгаристы» скорее стремятся «не перечеркнуть канон, а расширить его». Радикалы же призывают критиков полностью отказаться от исследования творчества давно признанных авторов и полностью посвятить себя освоению «новых горизонтов», то есть «вульгарного авторского кино».

## Социально-политический контекст
Отдельные приверженцы концепции занимаются не только поиском и описанием авторского почерка в «вульгарных фильмах», но и предлагают социально-политические и философские интерпретации данных картин. Сама тенденция глубоко и тщательно рассматривать продукты массовой культуры зародилась только в конце XX века, так как долгое время интеллектуалы и философы чурались масскультуры и предпочитали интерпретировать лишь продукты высокого искусства.
Первыми, кто обратил своё внимание на популярную культуру, стали левые, хотя и в их рядах были скептики, например, представители Франкфуртской школы — Макс Хоркхаймер и Теодор Адорно — которые не принимали массовую культуру, причём не только по тому, что считали её «пошлой» и «вульгарной», но и вследствие её идеологической вредности. Однако именно левые с подачи Сьюзен Зонтаг, в итоге, стали воспринимать вульгарное, пошлое и популярное как часть культуры, которая может нравиться и интеллектуалам.
С появлением концепции «вульгарного авторского кинематографа» большинство поддерживающих её кинокритиков начали уделять внимание внешней стороне фильмов — эстетике картинки, монтажу, построению сцен, однако лишь немногие при этом отмечают смысловой посыл «вульгарных» фильмов. Так, Питер Лабуза в своей статье «Экспрессивная эзотерика в XXI веке или Что такое вульгарный кинематограф?» пишет, что «вульгарные» фильмы отнюдь не всегда примечательны лишь своей формой, так как «форма напрямую связана с содержанием» и очень часто смысловой посыл картины выражается именно через картинку.
Философы и критики, которые занимаются интерпретацией продуктов массовой культуры чаще всего отмечают два фактора, обуславливающие необходимость уделять внимание фильмам «вульгарного» жанра. Во-первых, массовая культура в большинстве своем говорит об окружающем мире (об этом, в частности, говорит в своих работах известный культуролог и интерпретатор кинематографа Славой Жижек). И если она привлекает большую аудиторию, значит затрагиваемые в ней вопросы интересны обществу, что, в свою очередь, может много рассказать нам как о самой аудитории, так и о современной культуре в целом.
Во-вторых, фильмы массовой культуры часто становятся сферой политического высказывания, как сознательного, так и бессознательного. Одним из первых заметивших эту тенденцию стал философ Фредрик Джеймисон, который начал «исследовать массовую культуру на предмет выявления в ней политических тенденций, не обнаруживаемых с первого взгляда». Он назвал это «политическим бессознательным». Подобные интерпретации показывают то, как идеология обнаруживает себя в массовой культуре, и то, каких взглядов придерживается автор картины.
В целом, интерпретация «вульгарных картин» и поиск в них скрытого смысла всё ещё остается непопулярным течением. Многие критики предпочитают тщательно рассматривать лишь артхаусные картины, обходя стороной массовое кино, хотя многие спорят, что последнее порой куда больше вписывается в социально-политический контекст определенного периода времени.

## Критика
Как уже упоминалось выше, концепция вызвала жаркие дебаты среди кинокритиков. Противники данной теории в качестве главного её недостатка указывают на то, что «само понятие „автор“ весьма размыто и требует уточнений. Более того, те „авторы“, о которых пытаются говорить сторонники „вульгарного подхода“, имеют неодинаковую репутацию и, следовательно, разный статус в культурном пространстве». Вдобавок к этому, всё ещё остается непонятным, как определить качество картины, подпадающей под критерии «вульгаризма», и кто должен это делать (критики, зрители, киноманы).
Александр Павлов в своей статье «Вульгарный авторский кинематограф» указывает на несколько проблем концепции. Одна из них заключается в том, что большинство режиссёров, причисляемых к «вульгарным», относительно молоды, но одни начинали карьеру со съемки дешевых боевиков в 1990-х, а другие сразу начали работать с крупными бюджетами в начале нового века, то есть, получается, что «вульгарность» авторов не равноценна. В качестве другой проблемы Павлов отмечает, что некоторые из «вульгарных режиссёров» уже давно были признаны знаковыми, например, Джон Карпентер, Майкл Бэй, Пол Верховен. И поэтому «самая большая проблема концепции и вообще кинокритики в том, что для зрителей многие из упомянутых режиссёров уже давно являются уважаемыми», что по сути противоречит критериям выделения «вульгарных авторов».
Другой уважаемый критик — Ник Пинкертон, один из самых ярых оппонентов «вульгарного авторского кино», в одной из своих статей и вовсе назвал концепцию «бессовестной попыткой привлечь внимание», а также отметил, что сама идея концепции «весьма расплывчата».